# 한선천
한선천 (1989년 8월 9일 ~ ) 은 대한민국의 뮤지컬 배우이다.

## 학력
- 한양대학교 무용학과(학사)

## 출연작

### 예능
- 2013년 댄싱9 시즌1
- 2015년 문희준의 순결한 15
- 2014년 라디오 스타
- 2015년 댄싱9 시즌 3
- 2019년 썸바디1
- 2020년 썸바디2
- 2020년 오! 나의 파트, 너
- 2021년 국민가수

### 뮤지컬
- 킹키부츠 - 엔젤 역
- 컨택트 - 귀족 역
- 배쓰맨 - 줄리오 역
- 젊음의 행진 - 상남 역
- 432Hz - 주민혁 역
- 온에어 비밀계약 - 태영 역
- 비클래스 (연극) - 나카시마 치아키 역
- 디아길레프(뮤지컬) - 니진스키 역

## 안무작
- 터닝포인트 (현대무용-개인작품)
- D클래식 (무용-단체공연/본인파트)
- 안테모사 (창작뮤지컬)
- 온에어 비밀계약 (라이브시트콤뮤지컬)
- 개와 고양이의 시간 (뮤지컬)
- 이퀄 (뮤지컬)
- 번지점프를 하다 (뮤지컬)

## 수상
- 2010년 서울국제무용콩쿠르 컨템포러리무용 시니어 남자부문 1위
- 2010년 동아무용콩쿠르 현대무용 남자 일반부 금상